# Keyshawn Davis
Keyshawn Davis est un boxeur américain né le 28 février 1999 à Norfolk.

## Carrière
Sa carrière amateur est principalement marquée par une médaille d'argent remportée aux championnats du monde 2019 dans la catégorie poids légers et une médaille d'argent remportée aux Jeux panaméricains de 2019 dans la catégorie des poids super-légers.
Passé dans les rangs professionnels en 2021, il devient champion du monde des poids légers WBO le 14 février 2025 en battant par KO au 4e round l'Ukrainien Denys Berinchyk. Davis est destitué par la WBO le 6 juin 2025 pour ne pas avoir respecté la limite de poids autorisée la veille de son combat prévu contre Edwin De Los Santos.

## Palmarès

### Championnats du monde
- Médaille d'argent en -63 kg en 2019 à Iekaterinbourg, Russie

### Jeux panaméricains
- Médaille d'argent en -64 kg en 2019 à Lima, Pérou